# Ostiaire
L’ostiarios ou ostiaire (en grec : ὀστιάριος, issu du latin ostiarius, ce qui signifie « portier » ou « garde des portes ») est une dignité aulique byzantine réservée aux eunuques du palais.

## Histoire
Les Patria de Constantinople mentionnent un ostiaire du nom d'Antiochos au VIe siècle, sous le règne de l'empereur Justinien. En outre, un sceau du VIIe siècle rapporte l'existence d'un ostiaire, détenant aussi le titre de cubiculaire (un domestique de la chambre impériale),. En 787, l'ostiaire est mentionné comme une dignité honorifique, détenue en plus d'autres offices proprement dits. À cette époque, le titre semble avoir été définitivement conçu comme une dignité, même si le Kletorologion (899) de Philothée mentionne encore que l'ostiaire remplit le rôle de « portier impérial ». 
Cette dignité est conférée avec une bande dorée comprenant une manche sertie de bijoux comme signe caractéristique. C'est la quatrième dignité réservée aux eunuques la moins importante, au-dessus du spatharokoubikoularios et en-dessous du primicerius. Elle est en général décernée à des fonctionnaires civils de moyenne importance, comme les protonotarioi.
La dignité d'ostiaire est mentionnée pour la dernière fois en 1086. Nicolas Oikonomidès en conclut qu'elle a disparu à la fin du XIe siècle, bien qu'un autre ostiaire est rapporté en 1174 et que certains sceaux comprenant ce titre ont été datés du XIIe siècle, voire peut-être du XIIIe siècle,.